# Salamandra algira
Salamandra algira – gatunek narażonego na wyginięcie płaza z rodziny salamandrowatych (Salamandridae).

## Taksonomia
Obecnie uważa się, że chodzi tu o co najmniej trzy odrębne gatunki różniące się morfologicznie i genetycznie. Sytuacja wymaga kolejnych badań.

## Występowanie
Zwierzę to występuje w północnej Afryce. Oddzielne populacje zamieszkują:
- północne Maroko (góry Atlas), a także Hiszpanię (Ceuta)[2],
- nadmorski rejon Algierii blisko granicy z Marokiem[2],
- algierskie wybrzeże Morza Śródziemnego we wschodniej części kraju[2],
- być może także Tunezję, co wymaga potwierdzenia[2].

## Siedlisko i zachowanie
Zasiedla ono wilgotne górskie lasy.
Robi sobie kryjówki pod kamieniami i korzeniami drzew, wśród których IUCN wymienia cedry i dęby, rzadziej w jaskiniach.

## Rozmnażanie
Opisywana salamandra nie praktykuje jednego sposobu rozmnażania się, lecz zmienia go w zależności od miejsca, w którym żyje. Mianowicie w marokańskim rejonie Tangitana wydaje na świat młode: 15–16 kijanek, umieszczając je od razu w zbiorniku wodnym, podczas gdy w przypadku większości swego zasięgu występowania jest jajożyworodna. Jedna samica może złożyć od 8 do 50 jaj.

## Status
W Czerwonej księdze gatunków zagrożonych Międzynarodowej Unii Ochrony Przyrody Salamandra algira klasyfikowana jest jako gatunek narażony na wyginięcie (VU, ang. vulnerable). Zagrażają jej wylesianie, nadmierny wypas zwierząt gospodarskich, niewłaściwa regulacja wód, rynek i wypadki drogowe.
Gatunek jest bardzo rzadki (zwłaszcza w Algierii), a w niektórych rejonach Maroka prawdopodobnie już wyginął. Jednakże lokalnie, w innych rejonach tego kraju (środkowe i zachodnie góry Rif) jest jeszcze liczny.
Zauważa się w populacji tendencję spadkową.
Wspomina ją III aneks konwencji berneńskiej. Chroni ją prawo Hiszpanii.